# 平谷区
平谷区是北京市下辖的一个区。区人民政府驻滨河街道。平谷以盛产大桃而闻名。區人民政府駐府前街7号。

## 历史
舊石器時代，平谷境內已經有上宅文化. 
西汉时期高祖十二年（前195年）始设立平谷县，属渔阳郡，之后撤销了县级建制长期隶属于密云或蓟县，后赵时期恢复县名，不过县治在今通州区内，金大定二十七年（1187年）升大王镇为平峪（同谷）县，平谷县建置再次恢复，属蓟州渔阳郡。元代属蓟州，明清时期属顺天府蓟州。民国初期属京兆地方，1928年京兆被废改属河北省蓟州道，抗日战争期间同密云、兴隆组成联合县，第二次國共內戰后属通县专区，1958年3月撤销通县专区后属唐山专区，同年10月划归北京市管辖。
2001年12月30日同怀柔区一道撤县设区。

## 人口
根据第七次人口普查数据，截至2020年11月1日零时，平谷区常住人口为457313人。

## 行政区划
辖2街道办事处，14镇（含4地区办事处），2乡：
滨河街道、兴谷街道、渔阳地区、峪口地区、马坊地区、金海湖地区、东高村镇、山东庄镇、南独乐河镇、大华山镇、夏各庄镇、马昌营镇、王辛庄镇、大兴庄镇、刘家店镇、镇罗营镇、黄松峪乡和熊儿寨乡。

## 交通

### 公路
- 京平高速过境。
- 230国道过境。

### 地铁
- 北京地铁平谷线 （在建）

## 文化

### 特产
农业：
- 平谷大桃：北京地理标志产品。[6]、中国农业品牌目录2019农产品区域公用品牌[7]。
- 茅山后佛见喜梨：国家地理标志产品。[8]
- 北寨红杏：北京地理标志产品。[9]

工业：
- 乐器制造：中国乐谷小提琴制造厂

### 方言
平谷话是当地的特色方言，与普通话主要区别为1、2声互换，如“心明眼亮”（普通话：xīn míng yǎn liàng）在平谷方言中发音用汉语拼音表示为 xín mīng yǎn liàng 。

### 旅游景点
等级旅游景点：
- 石林峡风景区 4A级
- 丫髻山风景区 4A级
- 湖洞水风景区 2A级

其他旅游景点：
- 天云山
- 京东大溶洞
- 老象峰
- 千佛崖

## 自然资源

### 矿产资源
已知金属矿和非金属矿共有20余种，已探明储量共58处。

### 河流资源
平谷区共有32条河流，分别为：泃河、洳河、金鸡河、马坊南干渠、碱沟、曹家庄河、王各庄河、无名河、东石桥河、万庄子河、前吉山河、洳河右支河、龙河、熊儿寨石河、后北宫河、北太平庄河、小辛寨石河、中罗庄河、南埝头河、大旺务石河、杨庄户河、夏各庄石河、太务石河、鱼子山石河、北寨石河、关上东沟、黄松峪石河、土门石河、豹子峪石河、红石坎沟、彰作石河、将军关石河。

### 水库
北京市平谷区目前有3座中大型水库：海子水库、黄松峪水库、西峪水库。
北京市平谷区目前有6座小型水库：杨家台水库、上堡子水库、滑子水库、鱼子山水库。
北京市平谷区目前有4座无效小水库：西樊各庄水库、彰作水库、北土门水库、花峪水库。